# Kamienica Brewerów w Lewoczy

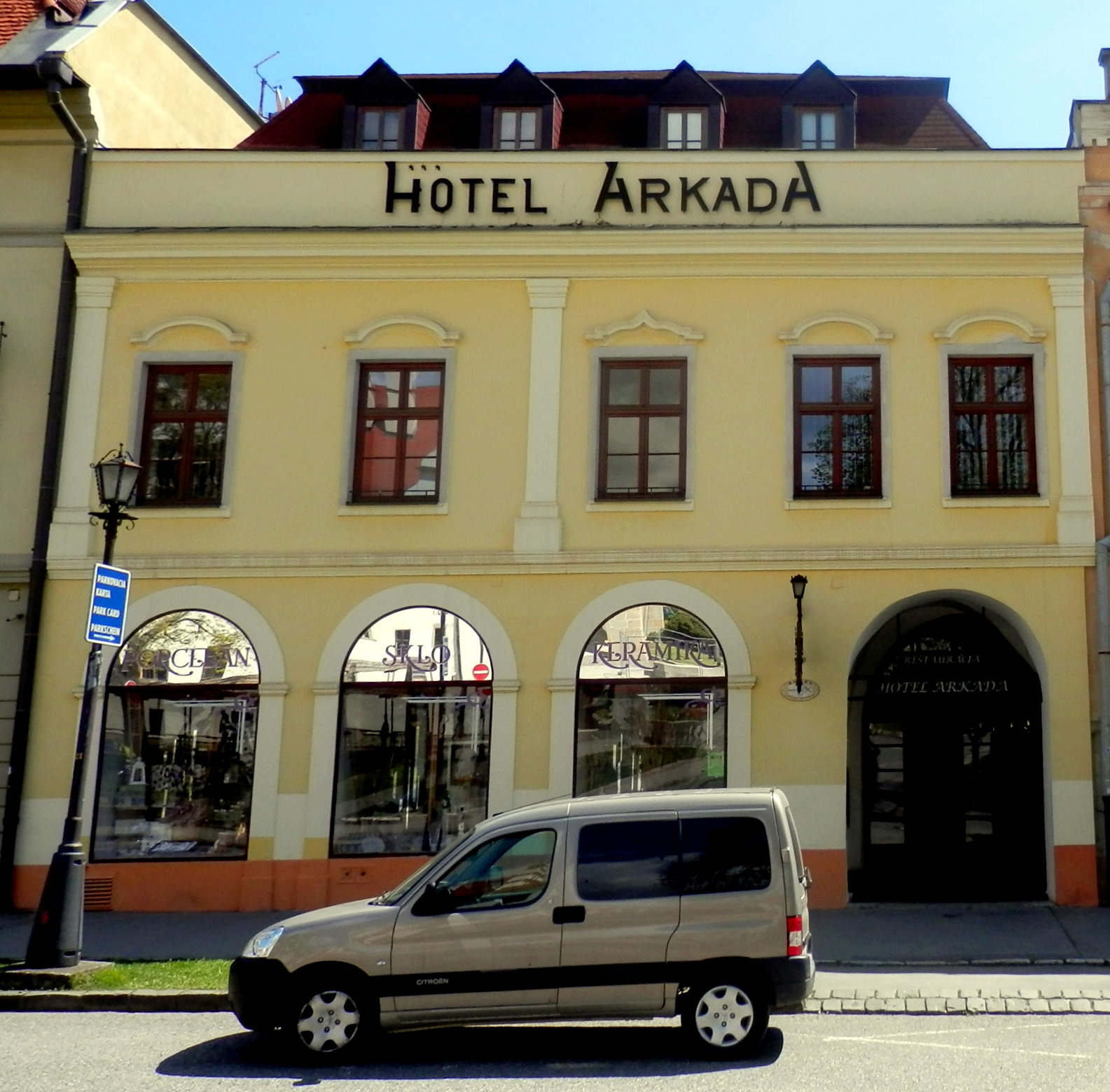
Obecny wygląd kamienicy

Drukarnia Brewerów (też: Breuerów; słow. Brewerova tlačiareň, Breuerova tlačiareň) – zabytkowy budynek we wschodniej pierzei zabudowy rynku (Námestie Majstra Pavla nr 26) w Lewoczy na Słowacji. W XVII i XVIII w. siedziba drukarni prowadzonej przez rodzinę Brewerów.
Zbudowany w XIV w., został przebudowany w stylu późnogotyckim w wieku XV. Później wielokrotnie przebudowywany, m.in. w wieku XVI (w stylu renesansowym), w latach 1625, 1673 oraz dwukrotnie w wieku XIX. Ostatnia przebudowa w latach 90. XX w. z przeznaczeniem na hotel.
Budynek murowany na rzucie prostokąta, z niesymetrycznie usytuowaną sienią przejazdową. Dwukondygnacyjny, o trzytraktowej dyspozycji kondygnacji, z dobudowaną współcześnie trzecią kondygnacją w mansardowym dachu, podpiwniczony.
Założycielem drukarni był lewocki mieszczanin Wawrzyniec Brewer (1590–1664), który wraz ze swoim starszym bratem Brunem (1570–1639) w roku 1619 wspominany był tu jako handlarz książkami. Rodzina Brewerów prowadziła w opisanym budynku swoją drukarnię od roku 1625 do 1740. Po Wawrzyńcu przejął drukarnię jego syn Samuel (1645–1699), zaś po jego śmierci – jego małżonka Zofia (? –1710). Drukarnia przestała istnieć ok. 1740 r., w czasie, gdy prowadził ją ich syn Jan (ok. 1675–1744).
Lewocka drukarnia Brewerów była w swoim czasie jedną z największych na ówczesnych Węgrzech. Posiadała zaawansowane technicznie wyposażenie, oferowała wysoki poziom druku, a przede wszystkim była tolerancyjna zarówno narodowościowo, jak i światopoglądowo. W drugiej połowie XVII stulecia wychodziła z niej bez mała połowa całej produkcji książek, drukowanych na obszarze dzisiejszej Słowacji. Ponad połowa tytułów była wydawnictwami łacińskimi, pozostałe były tłoczone głównie po niemiecku i węgiersku, często po czesku, a ok. 5% książek wydawanych było już w czeszczynie słowakizowanej. M.in. już w 1639 r. wydano tu pierwszy kalendarz słowacki: Nový a starý kalendár na rok 1640. W 1636 r. wydrukowano tu (w jęz. czeskim) pierwsze wydanie Cithara sanctorum – słynnego kancjonału luterańskiego duchownego i pisarza religijnego Jerzego Trzanowskiego. W 1658 r. prasy drukarskie Brewerów opuściło pierwsze wydanie Orbis pictus - pierwszej w dziejach ilustrowanej „encyklopedii” szkolnej J. A. Komeńskiego.

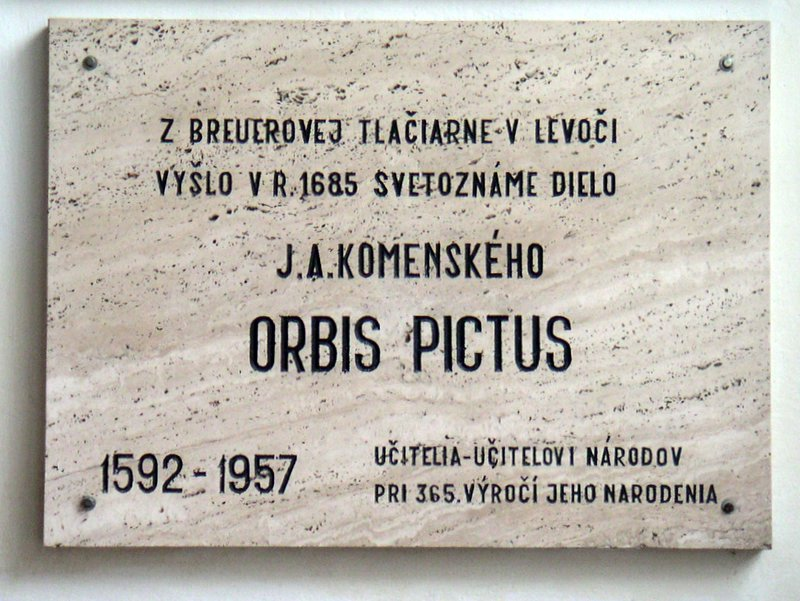
Tablica upamiętniająca wydanie Orbis pictus J. A. Komeńskiego

Daniel Sinapius, który ostatnie cztery lata życia spędził w Lewoczy, pracując jako kaznodzieja i inspektor gimnazjalny, przygotował dla drukarni m.in. kolejną edycję dzieła J. Trzanowskiego Cithara sanctorum oraz przekład na język słowacki dzieła Komeńskiego Orbis pictus. Ta czterojęzyczna (łacińsko-niemiecko-węgiersko-słowacka) wersja Świata w obrazach ukazała się w 1685 r. Fakt ten przypomina tablica pamiątkowa na ścianie budynku.
Kres drukarni położył pożar. W następnych latach budynek pełnił rozmaite funkcje. Obecnie mieści się w nim hotel „Arkada”.